# Dracula (film din 1979)
Dracula este un film de groază americano-britanic  din 1979 regizat de John Badham. Rolurile principale au fost interpretate de actorii Frank Langella ca Dracula și Laurence Olivier ca Van Helsing. A primit Premiul Saturn pentru cel mai bun film de groază.

## Prezentare
Atunci cand o corabie este doborata langa Whitby, singurul supravietuitor, Contele Dracula este descoperit intins pe plaja de tanara suferinda Mina, care isi viziteaza scumpa prietena, Lucy Seward. Logodnicul acesteia, Jonathan Harker, si tatal acesteia, Dr. Seward, incearca sa-l faca pe Conte sa se simta binevenit in Anglia. Contele ii ia repede viata Minei, apoi continua flirtul cu Lucy, cu intentia de a face-o pe aceasta sotia sa. La scurt timp dupa moartea Minei, cei din familia Seward il suna pe tatal acesteia, Dr. Van Helsing, ca sa vina la casa lor. In timp ce Lucy incepe sa fie din ce in ce mai mult sub vraja Contelui, Dr. Van Helsing intelege aproape imediat ca fiica sa a cazut prada unui vampir si descopera ca acesta este nimeni altul decat Contele insusi. Dr. Van Helsin, Dr. Seward si Jonathan Harker lucreaza acum impreuna pentru a-l dobora pe Conte, care planuieste sa o duca pe Lucy in locul de unde a venit, Transilvania. 

## Distribuție
- Frank Langella - Contele Dracula
- Laurence Olivier - Profesor Abraham van Helsing
- Donald Pleasence - Dr. Jack Seward
- Kate Nelligan - Lucy Seward
- Trevor Eve - Jonathan Harker
- Tony Haygarth - Milo Renfield
- Jan Francis - Mina van Helsing

## Primire
Filmul a primit "Licorne d'or (Unicornul de Aur)" la Festival international du film fantastique et de science-fiction de Paris.